# Michel Brisbois
Michel Brisbois ou Michael  Brisbois, né en 1759 à Val-Maska en Nouvelle-France (aujourd'hui Saint-Hyacinthe au Québec) et décédé à Prairie du Chien (Wisconsin, États-Unis) en 1837,  fut un explorateur, pionnier et négociant en fourrures qui devint par la suite, commerçant et boulanger. Vers la fin de sa vie, il devint aussi magistrat.

## Biographie
Michel Brisbois fréquente l'école à Québec puis se tourne vers le commerce de la fourrure à Mackinac Island en 1778. En 1781 il se rend à Prairie du Chien avec d'autres canadiens français et y fonde la première communauté permanente. Il y fonde un commerce d'alimentation, puis une boulangerie.
Bien qu'affichant sa sympathie pour les Britanniques dans leur lutte pour le contrôle du Nord-ouest, il s'enrôle dans la Milice Territoriale de l'Illinois en 1809. Pendant la Guerre de 1812, Michel Brisbois approvisionne aussi bien les troupes américaines que britanniques mais conserve une attitude pro-britannique. Arrêté pour trahison à la fin de la guerre, il est envoyé à St. Louis pour y être jugé, il est acquitté.
Il est nommé juge assesseur du Comté de Crawford par le Gouverneur du Territoire du Michigan, Lewis Cass (1782-1866), en 1819. Il occupera ensuite diverses positions officielles dans la région de Prairie du Chien.

## Ses fils

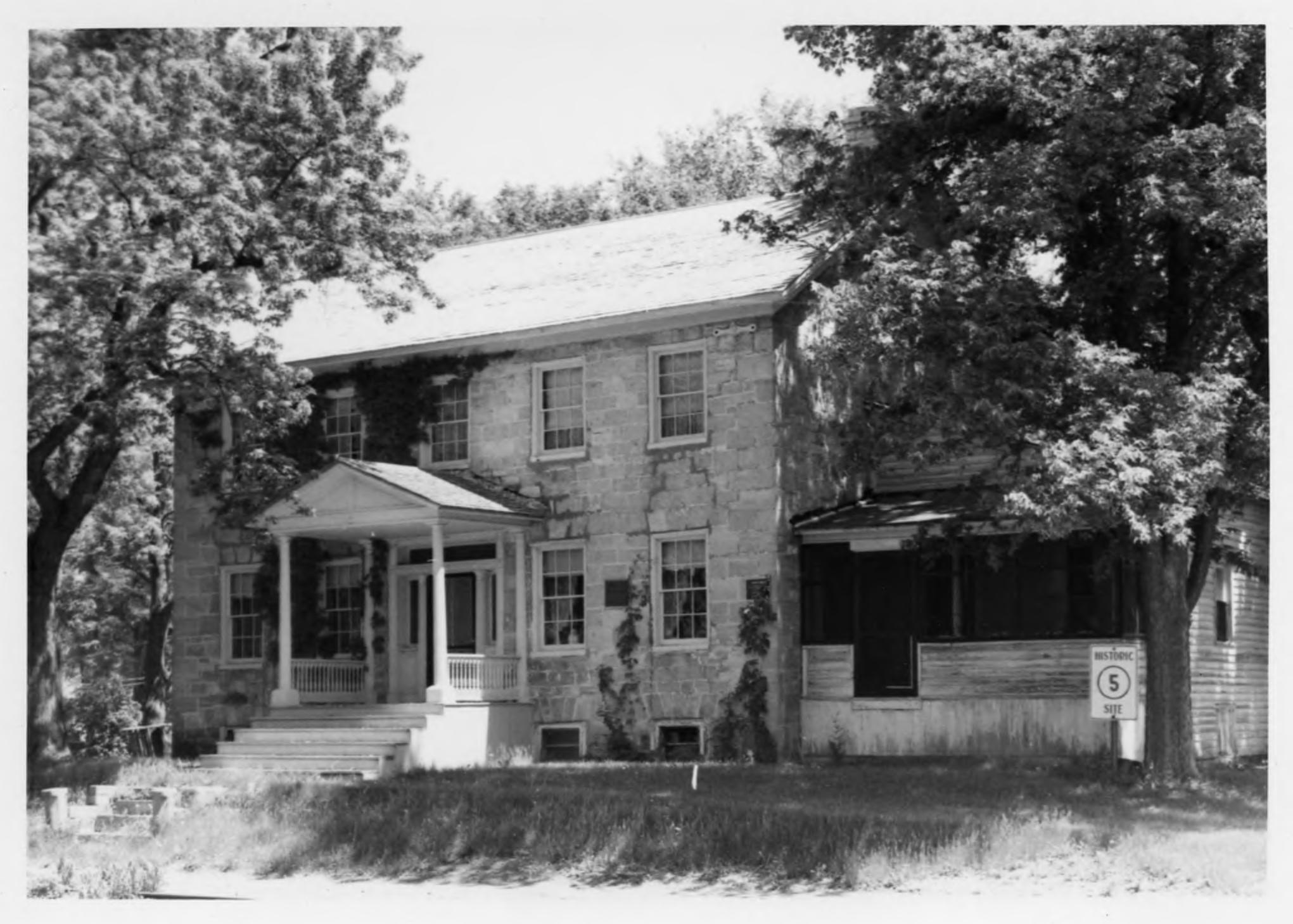
Maison de Bernard Brisbois
Prairie du Chien, Wisconsin

Son fils, Bernard Walter Brisbois, né à Prairie du Chien, entame lui aussi une carrière dans le commerce de la fourrure comme  agent de l'American Fur Company. Il s'engage plus tard dans le monde des affaires jusqu'en 1873 lorsqu'il est nommé Consul des États-Unis à Verviers en Belgique. Il rentre à Prairie du Chien en 1874 et y résidera jusqu'à sa mort.
Un deuxième fils, Charles, fera carrière avec la Compagnie de la Baie d'Hudson (CBH). Il quitte la Prairie du Chien en 1812 avec son oncle Henry Fisher, tous deux sont embauchés par la Compagnie du Nord-Ouest. Brisbois travaille en Nouvelle-Calédonie (Canada) en 1816, et après la fusion des deux grandes compagnie de traite de fourrures en 1821, il travaille pour la Compagnie de la Baie d'Hudson dans le district de l'Athabasca. Il est transféré au district de Mackenzie en 1822, et est alors posté au fort Norman. Il passe au poste de Bonne-Espérance (1824-25), où il est commis en charge, revient au fort Norman (1825-33). Il passe deux saisons dans le district de Cumberland[Lequel ?], et revient dans le Mackenzie en 1835, toujours comme commis en charge, au fort de Liard (Yukon) où il reste jusqu'à sa retraite. Il avait fondé une famille avec une femme du pays. Sa biographie se trouve dans E.E. Rich, Minutes of Council Northern Department of Rupert Land, 1821-31, Toronto, Champlain Society, 1940, et les journaux qu'il a tenu comme commis pour la CBH se trouvent dans les archives de la compagnie à Winnipeg. Il n'écrivait qu'en français. D'après George Simpson, gouverneur de la CBH, l'oncle de Brisbois, Henry Fisher, ne parlait que très mal l'anglais. Ce dernier a joué un rôle important dans la traite des fourrures au fort Edmonton et en territoire qui est aujourd'hui l'Alberta.

## Sources
- (en) Biographie